# Jack Duncan
Jack Carleton Duncan (* 19. April 1993 in Hobart) ist ein australischer Fußballspieler.

## Karriere
Duncan wurde in Tasmanien geboren, wuchs allerdings zunächst in Western Australia auf und lebte seit seinem achten Lebensjahr in New South Wales. Im Jugendbereich spielte Duncan für den Grays Point SC, die Sutherland Sharks und die Marconi Stallions, ehe er zur Saison 2010 für die Sharks im Erwachsenenbereich aktiv war. Hinter Stammtorhüter Nathan Denham blieb er dort allerdings ohne Ligaeinsatz in der New South Wales Premier League. 2010 wechselte er zum A-League-Klub Newcastle United Jets und gehörte dort primär dem Nachwuchsteam in der National Youth League an, war aber in seiner ersten Saison bei den Jets mehrfach bei Ligapartien als Ersatztorhüter des Profiteams nominiert.
Zu seinem einzigen Pflichtspieleinsatz für die Jets kam Duncan am 19. November 2011 gegen Brisbane Roar (Endstand 1:2), als sich Stammtorhüter Ben Kennedy in der 51. Minute verletzte und der nominelle Ersatztorhüter Matthew Nash verletzungsbedingt nicht im Aufgebot stand. Nachdem er in der Saison 2012/13 hinter Mark Birighitti und Kennedy weiterhin nur die Nummer 3 auf der Torhüterposition war, wechselte er am Saisonende zum Ligakonkurrenten Perth Glory, wo er Ersatztorhüter hinter Danny Vukovic wurde.
Duncan kam in seiner ersten Spielzeit bei Perth an den letzten sechs Spieltagen zum Einsatz, allerdings begünstigt dadurch, dass Vukovic zu diesem Zeitpunkt an Vegalta Sendai verliehen war. In der Saison 2014/15 war er weiterhin Ersatztorwart hinter Vukovic, so auch beim verlorenen Pokalfinale im Dezember gegen Adelaide United. Im Januar 2015, während der Unterbrechung der A-League auf Grund der in Australien stattfindenden Asienmeisterschaft, reiste Duncan für ein zweiwöchiges Probetraining zum dänischen Erstligisten Randers FC. Im Sommer 2015 wechselte er zu Randers in die dänische Superliga und ist dort in seiner ersten Saison Ersatztorhüter hinter Karl-Johan Johnsson.
Erstmals in eine australische Auswahlmannschaft wurde Duncan im Oktober 2011 anlässlich der Qualifikation zur U-19-Asienmeisterschaft 2012 berufen. Auch bei der Endrunde, als sich das Team durch den Halbfinaleinzug für die U-20-Weltmeisterschaft 2013 in der Türkei qualifizierte, gehörte er zum Aufgebot, blieb hinter Paul Izzo aber ohne Einsatz. Für die Endrunde der U-20-WM wurde Duncan ebenfalls nominiert, blieb beim dortigen Vorrundenaus hinter Izzo aber erneut ohne Einsatz. Im Januar 2014 nahm Duncan mit der australischen U-23-Auswahl an der U-22-Asienmeiterschaft teil, bei der die Mannschaft im Viertelfinale an Saudi-Arabien scheiterte. Duncan wechselte sich auf der Torhüterposition mit John Hall und Aaron Lennox ab und kam bei der 0:4-Niederlage im letzten Gruppenspiel gegen Japan zum Einsatz, als der Gruppensieg bereits feststand. Im Januar 2016 war Duncan Stammtorhüter bei der U-23-Asienmeisterschaft, die zugleich als Qualifikationsturnier für das olympische Fußballturnier 2016 diente. Das australische Team scheiterte hierbei bereits in der Vorrunde, Duncan hatte dabei in den drei Vorrundenpartien nur einen Gegentreffer kassiert.